# حفصة بنت عبد الرحمن بن أبي بكر
حفصة بنت عبد الرحمن بن أبي بكر الصديق التيمية القرشية محدثة من الثقات، وكانت تَحت الْمُنْذر بن الزبير، وهي مدنية، تابعية، ثقة.

## روايتها للحديث النبوي
- روت عن: أبيها عبد الرحمن بْن أَبي بكر الصديق، وعمتها عائشة وأم سلمة زوجتي النَّبِيُّ ﷺ.
- روى عنها: عبد الرحمن بن سابط، وعراك بن مالك، وعون بن عباس، ويوسف بْن ماهك.[4]
- الجرح والتعديل: قال أحمد بن صالح الجيلي: ثقة. وقال ابن حجر العسقلاني: ثقة.[1]